# Joe Keery
Joseph David Keery (Newburyport, 24 de abril de 1992), mais conhecido como Joe Keery ou pelo seu nome artístico Djo, é um ator e cantor norte-americano. É mais conhecido por interpretar Steve Harrington na série Stranger Things da Netflix.

## Infância
Joseph David Keery cresceu em Newburyport, Massachusetts, onde frequentou o River Valley Charter School para o ensino fundamental e médio, em seguida, frequentou Newburyport High School. Ele é o segundo de cinco filhos e cresceu cercado por irmãs. Durante seus anos mais novos, ele assistiu ao Theatre in the Open, um campo de artes cênicas no Parque Estadual de Maudslay, mas finalmente começou a atuar no ensino médio, atuando inicialmente na insistência de sua irmã. Joe passou a estudar na The Theatre School da Universidade DePaul e se formou em 2014.

## Carreira
Depois de se formar no DePaul, Joe foi para mais de uma centena de audições. Antes de seu papel em Stranger Things, Joe apareceu em um comercial de KFC, Domino e amiibo e teve pequenas participações em Empire e Chicago Fire. Sua primeira aparição em um filme completo foi no filme de Stephen Cone, a festa de aniversário de Henry Gamble.
No final de 2015, Joe entrou para o elenco de Stranger Things. Ele inicialmente fez uma audição para um papel de Mulher Maravilha, mas depois enviou uma fita para seu personagem, Steve. Ele foi promovido do elenco recorrente para regular para a segunda temporada de Stranger Things, que estreou em 27 de outubro de 2017.

### Música
Além de atuar, Joe também é músico. Ele é um dos guitarristas da garagem com sede em Chicago e da banda Psych-rock Post Animal. Seu primeiro álbum de longa-metragem foi lançado em outubro de 2015.
Anteriormente, Keery lançou uma música com o nome "Cool Cool Cool".

## Filmografia

### Cinema
| Ano  | Título                        | Papel                    | Notas          |
| ---- | ----------------------------- | ------------------------ | -------------- |
| 2015 | Henry Gamble's Birthday Party | Gabe                     |                |
| 2016 | The Charnel House             | Scott                    |                |
| 2017 | Molly's Game                  | Cole                     |                |
| 2018 | Shotgun                       | Chris                    |                |
| 2018 | Slice                         | Jackson                  |                |
| 2019 | How to Be Alone               | Jack                     | Curta-metragem |
| 2020 | Spree                         | Kurt Kunkle              |                |
| 2020 | Death to 2020                 | Duke Goolies             |                |
| 2021 | Free Guy                      | Keys                     |                |
| 2021 | Death to 2021                 | Duke Goolies             |                |
| 2023 | Finalmente l'alba             | Sean Lockwood            |                |
| 2024 | Marmalade                     | Baron                    |                |
| 2025 | Cold Storage                  | Travis 'Teacake' Meacham |                |

### Televisão
| Ano           | Título          | Papel                 | Notas                             |
| ------------- | --------------- | --------------------- | --------------------------------- |
| 2015          | Sirens          | Scenester             | Episódio: "Screw the One Percent" |
| 2015          | Chicago Fire    | Emmett                | 2 episódios                       |
| 2015          | Empire          | Tony Trichter III     | Episódio: "Who I Am"              |
| 2016–presente | Stranger Things | Steve Harrington      | 34 episódios                      |
| 2019-2021     | No Activity     | Policial Ed Reinhardt | 2 episódios                       |
| 2023-2024     | Fargo           | Gator Tillman         | 10 episódios                      |

## Prêmios e indicações
| Ano  | Prêmio                     | Categoria                       | Trabalho indicado | Resultado | Ref.   |
| ---- | -------------------------- | ------------------------------- | ----------------- | --------- | ------ |
| 2017 | Screen Actors Guild Awards | Melhor Elenco em Série de Drama | Stranger Things   | Venceu    | [ 10 ] |
| 2018 | Screen Actors Guild Awards | Melhor Elenco em Série de Drama | Stranger Things   | Indicado  | [ 11 ] |